# 카란다
카란다(karanda, 학명: Carissa carandas 카리사 카란다스[*])는 협죽도과의 관목이다. 원산지는 인도와 방글라데시이이다.

## 사진

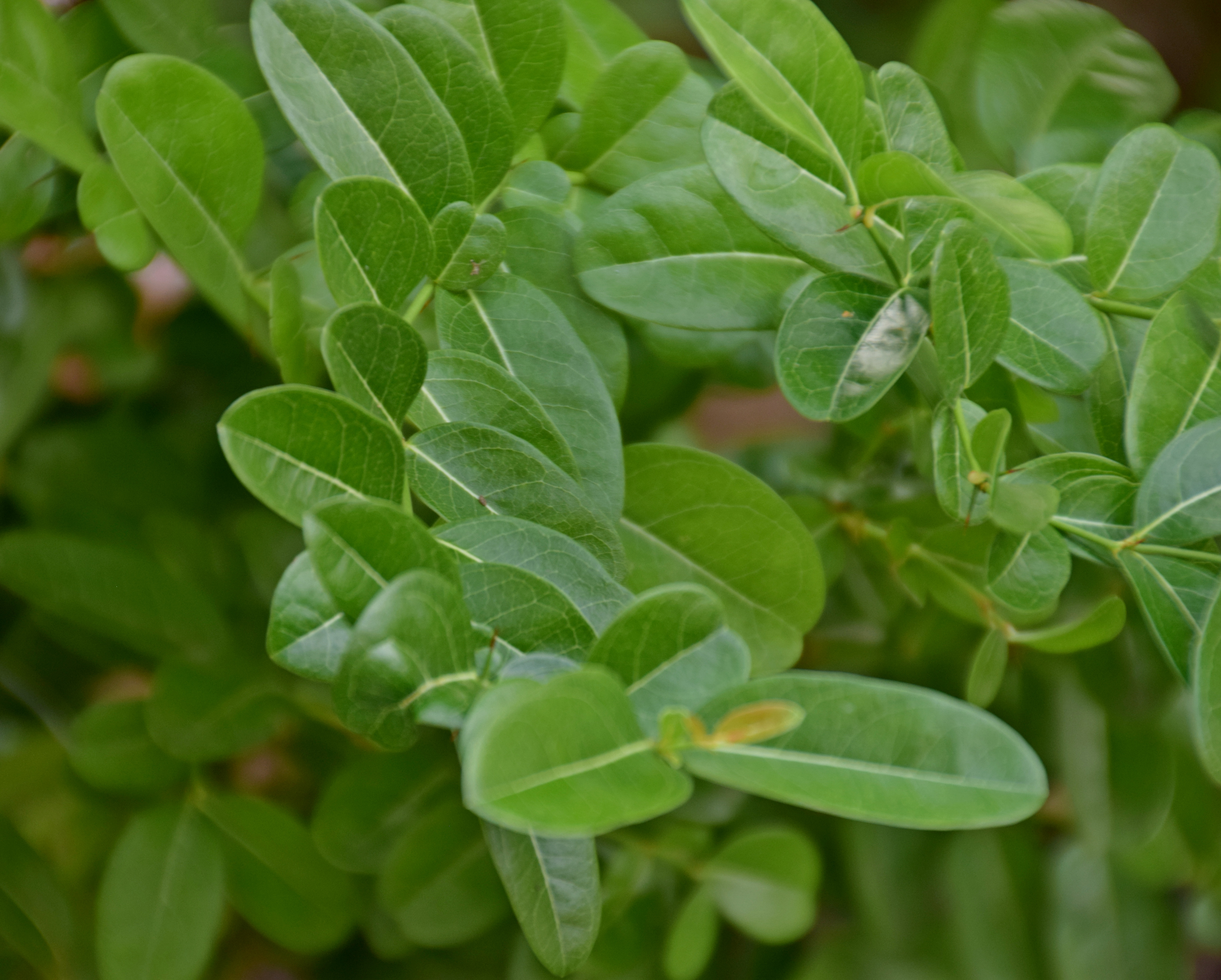
잎
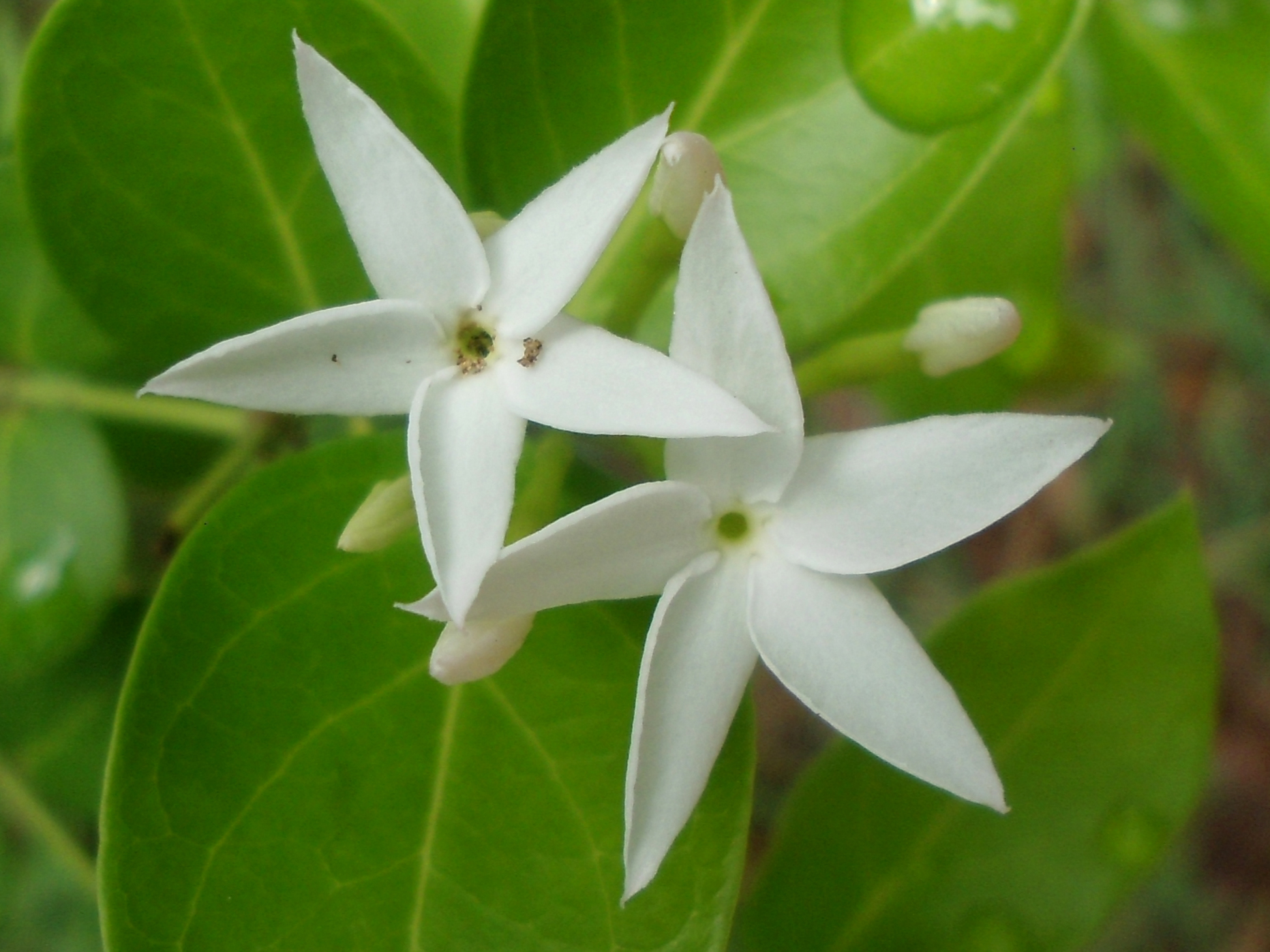
꽃
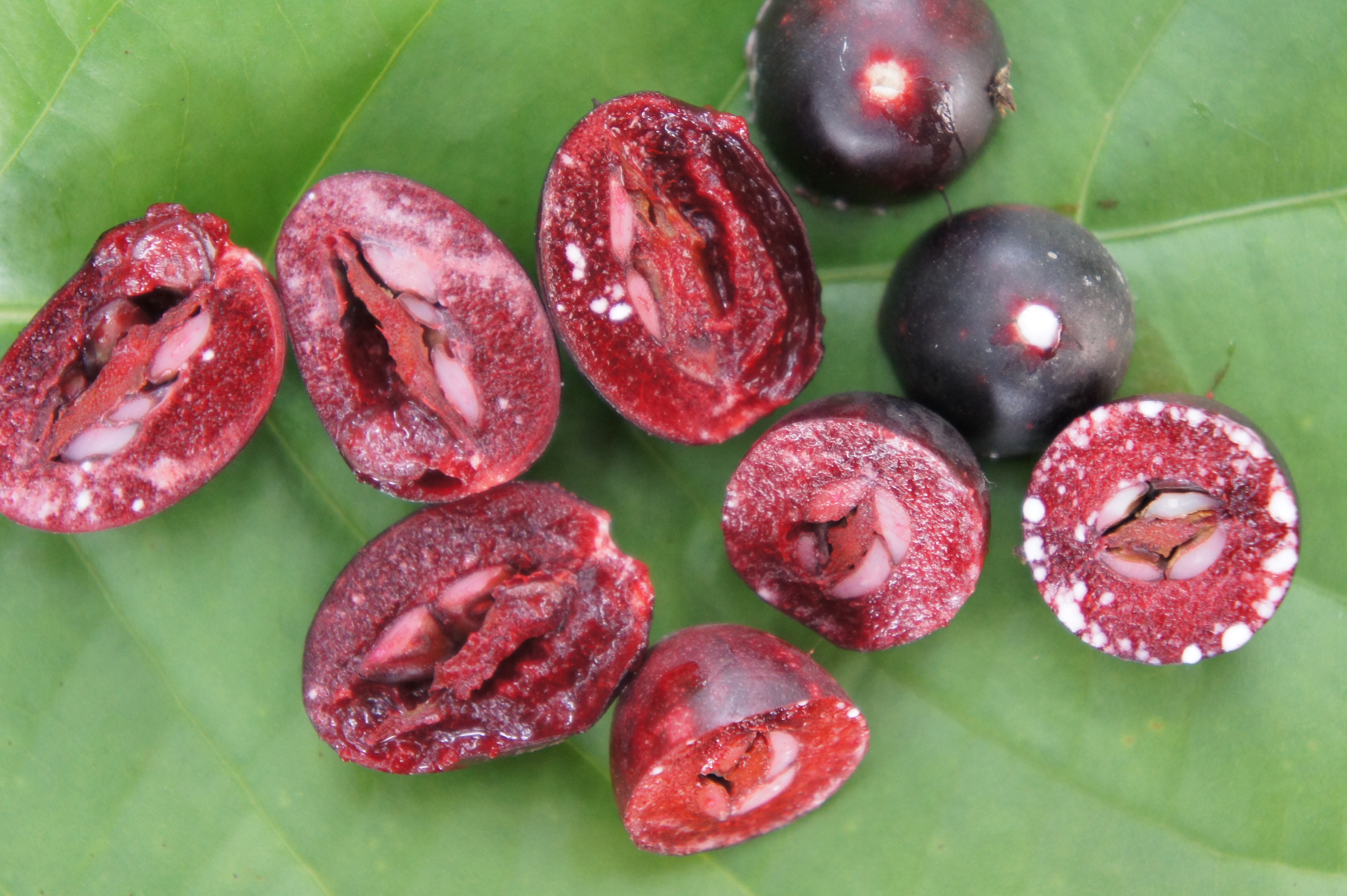
카란다 단면